# 阿达里
阿达里（Adari），是印度北方邦Mau县的一个城镇。总人口12006（2001年）。

## 人口
该地2001年总人口12006人，其中男性6214人，女性5792人；0—6岁人口2611人，其中男1383人，女1228人；识字率55.17%，其中男性为63.50%，女性为46.24%。